# Rethroned
Reborn este primul album înregistrat de formația muzcială Northern Kings.

## Lista pieselor
1. „Training Montage” / „Wanted Dead Or Alive” (Bon Jovi)
2. „Kiss From A Rose” (Seal)
3. „A View To A Kill” (Duran Duran)
4. „Nothing Compares 2 U” (Sinéad O'Connor)
5. „My Way” (Frank Sinatra)
6. „Strangelove” (Depeche Mode)
7. „Take On Me” (a-ha)
8. „I Should Be So Lucky” (Kylie Minogue)
9. „Killer” (Adamski feat. Seal)
10. „Roisin Dubh (Black Rose): A Rock Legend” (Thin Lizzy)